# Beijing Capital International Airport
Beijing Capital International Airport Company Limited ou BCIA (HKSE : 694) est une entreprise chinoise de gestion aéroportuaire. Cette société est cotée à la Bourse de Hong Kong et gère l'Aéroport international de Pékin.